# Штулац, Лео
Лео Штулац (словен. Leo Štulac; род. 26 сентября 1994, Копер) — словенский футболист, полузащитник клуба «Палермо» и сборной Словении

## Клубная карьера
Штулац — воспитанник клуба «Копер» из своего родного города. 2 апреля 2011 года в матче против «Марибора» он дебютировал в чемпионате Словении. 17 апреля 2013 года в поединке против «Мура 05» Лео забил свой первый гол за «Копер». Летом того же года Штулац на правах аренды перешёл в «Декани». Через полгода он вернулся в «Копер». В 2015 году Лео помог команде завоевать Кубок Словении. Летом 2016 года Штулац перешёл в итальянскую «Венецию». 28 ноября в матче против «Падовы» он дебютировал в итальянской Серии C. По итогам сезона Лео помог клубу подняться дивизионом выше. 18 сентября 2017 года в матче против «Авеллино» он дебютировал в итальянской Серии B. 24 октября в поединке против «Читтаделлы» Лео забил свой первый гол за «Венецию».
Летом 2018 года Штулац перешёл в «Парму». Сумма трансфера составила 1,3 млн евро. В матче против «Удинезе» он дебютировал в итальянской Серии A.
В «Парме» игрок не закрепился. Сыграв почти полный сезон, руководство решило не продлевать контракт и 26 июля 2019 года игрок отправился в клуб Серии B «Эмполи», где стал крепким игроком центра поля и помог клубу вернуться в Серию А по итогам сезона 2020/2021.

## Международная карьера
9 сентября 2018 года в Лига наций против сборной Кипра Штулац дебютировал за сборную Словении.

## Стиль игры
Штулац — правша. Как правило, играет на позиции mediano (центральный полузащитник, больше нацеленный на оборонительные действия), хотя может играть и выше, учитывая предрасположенность к атаке, а также способность действовать нетривиально и обладание качественным дальним ударом. Превосходно видит поле, а также хорош в исполнении стандартных положений. В схеме «Пармы», которая играет 4-3-3, выполняет роль самого центрального из троих полузащитников. Располагается прямо перед центральными защитниками и отвечает за начало атак своей команды.

## Достижения
«Копер»
- Обладатель Кубка Словении: 2014/15
- Обладатель Суперкубка Словении: 2015